# Liste der Regimenter des bayerischen Reichskreises
Der bayerische Reichskreis bestand im Wesentlichen aus dem Kurfürstentum Bayern und dem Erzstift Salzburg. Hinzu kamen die Hochstifte Passau, Freising und Regensburg und weitere kleine Reichsstände. Der Kreis war auch in unterschiedliche katholische und lutherische Stände geteilt. Zudem führte die oftmalige Parteinahme Kurbayerns für das „reichsfeindliche“ Frankreich zu großen Spannungen mit dem habsburgtreuen Salzburg.
„von 1555“ usw. Nummerierung nach Tessin | * Gründung | † Auflösung | > Verbleib | = Doppelfunktion als stehendes Regiment eines Reichsstandes

## Infanterieregimenter
- Bayerisches Kreis-Infanterieregiment von 1555 – Königsegg *1555†
- Bayerisches Kreis-Infanterieregiment von 1596 – Gaisberg *1596 – †1597
- Bayerisches Kreis-Infanterieregiment von 1601 – Gaisberg *1601†
- Bayerisches Kreis-Infanterieregiment von 1601 (Salzburg) – Stadion *1601† > Salzburgisches Infanterieregiment von 1601
- Bayerisches Kreis-Infanterieregiment von 1664/2 – Puech *1664†
- Bayerisches Kreis-Infanterieregiment von 1664 (Salzburg) – Flettinger *1664† > Salzburgisches Infanterieregiment von 1664
- Bayerisches Kreis-Infanterieregiment von 1664/2 – Freising *1664† >Salzburg
- Bayerisches Kreis-Infanterieregiment von 1683 (Salzburg) – Rummel *1683 – 1684 Spilberg – †1688 > Salzburgisches Infanterieregiment von 1683
- Bayerisches Kreis-Infanterieregiment von 1689/2 – Spilberg *1689 – †1698
- Bayerisches Kreis-Infanterieregiment von 1705 – Gemmingen *1705 – †1713
- Bayerisches Kreis-Infanterieregiment von 1705 (Salzburg) – Grimming *1705 – 1707 Überacker – †1713 > Salzburgisches Infanterieregiment von 1705
- Bayerisches Kreis-Infanterieregiment von 1734/1 – Salzburg *1734 – †1735
- Bayerisches Kreis-Infanterieregiment von 1734/2 – Lerchenfeld *1734 – †1735
- Bayerisches Kreis-Infanterieregiment von 1757/1 – Kurbayern *1757 – †1763 = Kurbayerisches Infanterieregiment No. 6 von 1753/1 – Pechmann/Kurbayerisches Infanterieregiment No. 7 von 1753/2 – Holnstein (I. Bat.)
- Bayerisches Kreis-Infanterieregiment von 1757/2 – Salzburg *1757 – †1763 = Salzburgisches Infanterieregiment von 1757 – Orbes

## Kavallerieregimenter
- Bayerisches Kreis-Kavellerieregiment Nicola (Höning) von 1664/1 – *1664†
- Bayerisches Kreis-Kavellerieregiment Walser von 1689/1 – *1689 – †1691